# Catalonien Rundt 2024
Catalonien Rundt 2024 var den 103. udgave af det spanske etapeløb Catalonien Rundt. Cykelløbets syv etaper havde en samlet distance på 1.173,6 km, og blev kørt fra 18. marts med start i Sant Feliu de Guíxols til 24. marts 2024 hvor der var mål i Barcelona. Løbet var niende arrangement på UCI World Tour 2024, og blev kørt samtidig med de belgiske éndagsløb Classic Brugge-De Panne, E3 Saxo Classic og Gent-Wevelgem.
Den samlede vinder af løbet blev slovenske Tadej Pogačar fra UAE Team Emirates.

## Etaperne
| Etape    | Dato     | Start – Mål                                   | type              | Afstand (km) | Elevation (m) | Etapevinder         | Førende rytter |
| -------- | -------- | --------------------------------------------- | ----------------- | ------------ | ------------- | ------------------- | -------------- |
| 1. etape | 18. mar. | Sant Feliu de Guíxols – Sant Feliu de Guíxols | middel bjergetape | 173,9        | 2.718 m       | Nick Schultz        | Nick Schultz   |
| 2. etape | 19. mar. | Mataró – Vallter 2000                         | bjergetape        | 186,5        | 3.470 m       | Tadej Pogačar       | Tadej Pogačar  |
| 3. etape | 20. mar. | Sant Joan de les Abadesses – Port Ainé        | bjergetape        | 176,7        | 3.958 m       | Tadej Pogačar       | Tadej Pogačar  |
| 4. etape | 21. mar. | Sort – Lleida                                 | kuperet etape     | 169,2        | 1.346 m       | Marijn van den Berg | Tadej Pogačar  |
| 5. etape | 22. mar. | Altafulla – Viladecans                        | kuperet etape     | 167,3        | 2.243 m       | Axel Laurance       | Tadej Pogačar  |
| 6. etape | 23. mar. | Berga – Santuari de la Mare de Déu de Queralt | bjergetape        | 154,7        | 4.075 m       | Tadej Pogačar       | Tadej Pogačar  |
| 7. etape | 24. mar. | Barcelona – Barcelona                         | middel bjergetape | 145,3        | 2.060 m       | Tadej Pogačar       | Tadej Pogačar  |

### 1. etape
| Sant Feliu de Guíxols - Sant Feliu de Guíxols | middel bjergetape | (173,9 km) |

| \| Etaperesultat \| Etaperesultat \| Etaperesultat \| Etaperesultat \| Etaperesultat \| \| Rytter \| Rytter \| Hold \| Tid \| \| \| ------------- \| ---------------- \| -------------------------- \| ------------- \| ------------- \| \| 1. \| Nick Schultz \| Israel-Premier Tech \| 4t 11' 38" \| \| \| 2. \| Tadej Pogačar \| UAE Team Emirates \| + 0" \| \| \| 3. \| Stephen Williams \| Israel-Premier Tech \| + 0" \| \| \| 4. \| Dorian Godon \| Decathlon-AG2R La Mondiale \| + 0" \| \| \| 5. \| Axel Laurance \| Alpecin-Deceuninck \| + 0" \| \| \| 6. \| Rémy Rochas \| Groupama-FDJ \| + 0" \| \| \| 7. \| Ilan Van Wilder \| Soudal Quick-Step \| + 0" \| \| \| 8. \| Aleksandr Vlasov \| Bora-Hansgrohe \| + 0" \| \| \| 9. \| Sepp Kuss \| Team Visma \\| Lease a Bike \| + 0" \| \| \| 10. \| Harold Tejada \| Astana Qazaqstan Team \| + 0" \| \| |                  |                            |            |
| |                  |                            |            |
| Kilde: ProCyclingStats |                  |                            |            |
| Etaperesultat |                  |                            |            |
| Rytter | Rytter           | Hold                       | Tid        |
| 1. | Nick Schultz     | Israel-Premier Tech        | 4t 11' 38" |
| 2. | Tadej Pogačar    | UAE Team Emirates          | + 0"       |
| 3. | Stephen Williams | Israel-Premier Tech        | + 0"       |
| 4. | Dorian Godon     | Decathlon-AG2R La Mondiale | + 0"       |
| 5. | Axel Laurance    | Alpecin-Deceuninck         | + 0"       |
| 6. | Rémy Rochas      | Groupama-FDJ               | + 0"       |
| 7. | Ilan Van Wilder  | Soudal Quick-Step          | + 0"       |
| 8. | Aleksandr Vlasov | Bora-Hansgrohe             | + 0"       |
| 9. | Sepp Kuss        | Team Visma \| Lease a Bike | + 0"       |
| 10. | Harold Tejada    | Astana Qazaqstan Team      | + 0"       |

| \| Samlede stilling \| Samlede stilling \| Samlede stilling \| Samlede stilling \| Samlede stilling \| \| Rytter \| Rytter \| Hold \| Tid \| \| \| ---------------- \| ---------------- \| -------------------------- \| ---------------- \| ---------------- \| \| 1. \| Nick Schultz \| Israel-Premier Tech \| 4t 11' 28" \| \| \| 2. \| Tadej Pogačar \| UAE Team Emirates \| + 2" \| \| \| 3. \| Stephen Williams \| Israel-Premier Tech \| + 6" \| \| \| 4. \| Egan Bernal \| Ineos Grenadiers \| + 7" \| \| \| 5. \| Laurens De Plus \| Ineos Grenadiers \| + 9" \| \| \| 6. \| Dorian Godon \| Decathlon-AG2R La Mondiale \| + 10" \| \| \| 7. \| Axel Laurance \| Alpecin-Deceuninck \| + 10" \| \| \| 8. \| Rémy Rochas \| Groupama-FDJ \| + 10" \| \| \| 9. \| Ilan Van Wilder \| Soudal Quick-Step \| + 10" \| \| \| 10. \| Aleksandr Vlasov \| Bora-Hansgrohe \| + 10" \| \| |                  |                            |            |
| |                  |                            |            |
| Kilde: ProCyclingStats |                  |                            |            |
| Samlede stilling |                  |                            |            |
| Rytter | Rytter           | Hold                       | Tid        |
| 1. | Nick Schultz     | Israel-Premier Tech        | 4t 11' 28" |
| 2. | Tadej Pogačar    | UAE Team Emirates          | + 2"       |
| 3. | Stephen Williams | Israel-Premier Tech        | + 6"       |
| 4. | Egan Bernal      | Ineos Grenadiers           | + 7"       |
| 5. | Laurens De Plus  | Ineos Grenadiers           | + 9"       |
| 6. | Dorian Godon     | Decathlon-AG2R La Mondiale | + 10"      |
| 7. | Axel Laurance    | Alpecin-Deceuninck         | + 10"      |
| 8. | Rémy Rochas      | Groupama-FDJ               | + 10"      |
| 9. | Ilan Van Wilder  | Soudal Quick-Step          | + 10"      |
| 10. | Aleksandr Vlasov | Bora-Hansgrohe             | + 10"      |

### 2. etape
| Mataró - Vallter 2000 | bjergetape | (186,5 km) |

| \| Etaperesultat \| Etaperesultat \| Etaperesultat \| Etaperesultat \| Etaperesultat \| \| Rytter \| Rytter \| Hold \| Tid \| \| \| ------------- \| ---------------- \| ------------------ \| ------------- \| ------------- \| \| 1. \| Tadej Pogačar \| UAE Team Emirates \| 4t 52' 37" \| \| \| 2. \| Mikel Landa \| Soudal Quick-Step \| + 1' 23" \| \| \| 3. \| Aleksandr Vlasov \| Bora-Hansgrohe \| + 1' 24" \| \| \| 4. \| João Almeida \| UAE Team Emirates \| + 1' 38" \| \| \| 5. \| Lenny Martinez \| Groupama-FDJ \| + 1' 43" \| \| \| 6. \| Chris Harper \| Team Jayco AlUla \| + 1' 44" \| \| \| 7. \| Egan Bernal \| Ineos Grenadiers \| + 1' 47" \| \| \| 8. \| Enric Mas \| Movistar Team \| + 1' 49" \| \| \| 9. \| Wout Poels \| Bahrain Victorious \| + 2' 03" \| \| \| 10. \| José Manuel Díaz \| Burgos-BH \| + 2' 03" \| \| |                  |                    |            |
| |                  |                    |            |
| Kilde: ProCyclingStats |                  |                    |            |
| Etaperesultat |                  |                    |            |
| Rytter | Rytter           | Hold               | Tid        |
| 1. | Tadej Pogačar    | UAE Team Emirates  | 4t 52' 37" |
| 2. | Mikel Landa      | Soudal Quick-Step  | + 1' 23"   |
| 3. | Aleksandr Vlasov | Bora-Hansgrohe     | + 1' 24"   |
| 4. | João Almeida     | UAE Team Emirates  | + 1' 38"   |
| 5. | Lenny Martinez   | Groupama-FDJ       | + 1' 43"   |
| 6. | Chris Harper     | Team Jayco AlUla   | + 1' 44"   |
| 7. | Egan Bernal      | Ineos Grenadiers   | + 1' 47"   |
| 8. | Enric Mas        | Movistar Team      | + 1' 49"   |
| 9. | Wout Poels       | Bahrain Victorious | + 2' 03"   |
| 10. | José Manuel Díaz | Burgos-BH          | + 2' 03"   |

| \| Samlede stilling \| Samlede stilling \| Samlede stilling \| Samlede stilling \| Samlede stilling \| \| Rytter \| Rytter \| Hold \| Tid \| \| \| ---------------- \| ---------------- \| -------------------------- \| ---------------- \| ---------------- \| \| 1. \| Tadej Pogačar \| UAE Team Emirates \| 9t 03' 57" \| \| \| 2. \| Mikel Landa \| Soudal Quick-Step \| + 1' 35" \| \| \| 3. \| Aleksandr Vlasov \| Bora-Hansgrohe \| + 1' 38" \| \| \| 4. \| João Almeida \| UAE Team Emirates \| + 1' 56" \| \| \| 5. \| Lenny Martinez \| Groupama-FDJ \| + 2' 01" \| \| \| 6. \| Chris Harper \| Team Jayco AlUla \| + 2' 02" \| \| \| 7. \| Egan Bernal \| Ineos Grenadiers \| + 2' 02" \| \| \| 8. \| Enric Mas \| Movistar Team \| + 2' 07" \| \| \| 9. \| Sepp Kuss \| Team Visma \\| Lease a Bike \| + 2' 21" \| \| \| 10. \| José Manuel Díaz \| Burgos-BH \| + 2' 21" \| \| |                  |                            |            |
| |                  |                            |            |
| Kilde: ProCyclingStats |                  |                            |            |
| Samlede stilling |                  |                            |            |
| Rytter | Rytter           | Hold                       | Tid        |
| 1. | Tadej Pogačar    | UAE Team Emirates          | 9t 03' 57" |
| 2. | Mikel Landa      | Soudal Quick-Step          | + 1' 35"   |
| 3. | Aleksandr Vlasov | Bora-Hansgrohe             | + 1' 38"   |
| 4. | João Almeida     | UAE Team Emirates          | + 1' 56"   |
| 5. | Lenny Martinez   | Groupama-FDJ               | + 2' 01"   |
| 6. | Chris Harper     | Team Jayco AlUla           | + 2' 02"   |
| 7. | Egan Bernal      | Ineos Grenadiers           | + 2' 02"   |
| 8. | Enric Mas        | Movistar Team              | + 2' 07"   |
| 9. | Sepp Kuss        | Team Visma \| Lease a Bike | + 2' 21"   |
| 10. | José Manuel Díaz | Burgos-BH                  | + 2' 21"   |

### 3. etape
| Sant Joan de les Abadesses - Port Ainé | bjergetape | (176,7 km) |

| \| Etaperesultat \| Etaperesultat \| Etaperesultat \| Etaperesultat \| Etaperesultat \| \| Rytter \| Rytter \| Hold \| Tid \| \| \| ------------- \| ------------------ \| -------------------------- \| ------------- \| ------------- \| \| 1. \| Tadej Pogačar \| UAE Team Emirates \| 4t 34' 25" \| \| \| 2. \| Mikel Landa \| Soudal Quick-Step \| + 48" \| \| \| 3. \| Antonio Tiberi \| Bahrain Victorious \| + 1' 03" \| \| \| 4. \| Wout Poels \| Bahrain Victorious \| + 1' 03" \| \| \| 5. \| Sepp Kuss \| Team Visma \\| Lease a Bike \| + 1' 03" \| \| \| 6. \| Aleksandr Vlasov \| Bora-Hansgrohe \| + 1' 10" \| \| \| 7. \| Cristián Rodríguez \| Arkéa-B&B Hotels \| + 1' 10" \| \| \| 8. \| Chris Harper \| Team Jayco AlUla \| + 1' 10" \| \| \| 9. \| Lenny Martinez \| Groupama-FDJ \| + 1' 10" \| \| \| 10. \| Enric Mas \| Movistar Team \| + 1' 10" \| \| |                    |                            |            |
| |                    |                            |            |
| Kilde: ProCyclingStats |                    |                            |            |
| Etaperesultat |                    |                            |            |
| Rytter | Rytter             | Hold                       | Tid        |
| 1. | Tadej Pogačar      | UAE Team Emirates          | 4t 34' 25" |
| 2. | Mikel Landa        | Soudal Quick-Step          | + 48"      |
| 3. | Antonio Tiberi     | Bahrain Victorious         | + 1' 03"   |
| 4. | Wout Poels         | Bahrain Victorious         | + 1' 03"   |
| 5. | Sepp Kuss          | Team Visma \| Lease a Bike | + 1' 03"   |
| 6. | Aleksandr Vlasov   | Bora-Hansgrohe             | + 1' 10"   |
| 7. | Cristián Rodríguez | Arkéa-B&B Hotels           | + 1' 10"   |
| 8. | Chris Harper       | Team Jayco AlUla           | + 1' 10"   |
| 9. | Lenny Martinez     | Groupama-FDJ               | + 1' 10"   |
| 10. | Enric Mas          | Movistar Team              | + 1' 10"   |

| \| Samlede stilling \| Samlede stilling \| Samlede stilling \| Samlede stilling \| Samlede stilling \| \| Rytter \| Rytter \| Hold \| Tid \| \| \| ---------------- \| ---------------- \| -------------------------- \| ---------------- \| ---------------- \| \| 1. \| Tadej Pogačar \| UAE Team Emirates \| 13t 38' 12" \| \| \| 2. \| Mikel Landa \| Soudal Quick-Step \| + 2' 27" \| \| \| 3. \| Aleksandr Vlasov \| Bora-Hansgrohe \| + 2' 55" \| \| \| 4. \| Lenny Martinez \| Groupama-FDJ \| + 3' 21" \| \| \| 5. \| Chris Harper \| Team Jayco AlUla \| + 3' 22" \| \| \| 6. \| Enric Mas \| Movistar Team \| + 3' 27" \| \| \| 7. \| Sepp Kuss \| Team Visma \\| Lease a Bike \| + 3' 34" \| \| \| 8. \| Wout Poels \| Bahrain Victorious \| + 3' 34" \| \| \| 9. \| Egan Bernal \| Ineos Grenadiers \| + 3' 50" \| \| \| 10. \| João Almeida \| UAE Team Emirates \| + 3' 52" \| \| |                  |                            |             |
| |                  |                            |             |
| Kilde: ProCyclingStats |                  |                            |             |
| Samlede stilling |                  |                            |             |
| Rytter | Rytter           | Hold                       | Tid         |
| 1. | Tadej Pogačar    | UAE Team Emirates          | 13t 38' 12" |
| 2. | Mikel Landa      | Soudal Quick-Step          | + 2' 27"    |
| 3. | Aleksandr Vlasov | Bora-Hansgrohe             | + 2' 55"    |
| 4. | Lenny Martinez   | Groupama-FDJ               | + 3' 21"    |
| 5. | Chris Harper     | Team Jayco AlUla           | + 3' 22"    |
| 6. | Enric Mas        | Movistar Team              | + 3' 27"    |
| 7. | Sepp Kuss        | Team Visma \| Lease a Bike | + 3' 34"    |
| 8. | Wout Poels       | Bahrain Victorious         | + 3' 34"    |
| 9. | Egan Bernal      | Ineos Grenadiers           | + 3' 50"    |
| 10. | João Almeida     | UAE Team Emirates          | + 3' 52"    |

### 4. etape
| Sort - Lleida | kuperet etape | (169,2 km) |

| \| Etaperesultat \| Etaperesultat \| Etaperesultat \| Etaperesultat \| Etaperesultat \| \| Rytter \| Rytter \| Hold \| Tid \| \| \| ------------- \| ------------------- \| -------------------------- \| ------------- \| ------------- \| \| 1. \| Marijn van den Berg \| EF Education-EasyPost \| 3t 40' 19" \| \| \| 2. \| Arne Marit \| Intermarché-Wanty \| + 0" \| \| \| 3. \| Emīls Liepiņš \| Team dsm-firmenich PostNL \| + 0" \| \| \| 4. \| Bryan Coquard \| Cofidis \| + 0" \| \| \| 5. \| Axel Laurance \| Alpecin-Deceuninck \| + 0" \| \| \| 6. \| Cyril Barthe \| Groupama-FDJ \| + 0" \| \| \| 7. \| Ethan Hayter \| Ineos Grenadiers \| + 0" \| \| \| 8. \| Dorian Godon \| Decathlon-AG2R La Mondiale \| + 0" \| \| \| 9. \| Orluis Aular \| Caja Rural-Seguros RGA \| + 0" \| \| \| 10. \| Jacopo Mosca \| Lidl-Trek \| + 0" \| \| |                     |                            |            |
| |                     |                            |            |
| Kilde: ProCyclingStats |                     |                            |            |
| Etaperesultat |                     |                            |            |
| Rytter | Rytter              | Hold                       | Tid        |
| 1. | Marijn van den Berg | EF Education-EasyPost      | 3t 40' 19" |
| 2. | Arne Marit          | Intermarché-Wanty          | + 0"       |
| 3. | Emīls Liepiņš       | Team dsm-firmenich PostNL  | + 0"       |
| 4. | Bryan Coquard       | Cofidis                    | + 0"       |
| 5. | Axel Laurance       | Alpecin-Deceuninck         | + 0"       |
| 6. | Cyril Barthe        | Groupama-FDJ               | + 0"       |
| 7. | Ethan Hayter        | Ineos Grenadiers           | + 0"       |
| 8. | Dorian Godon        | Decathlon-AG2R La Mondiale | + 0"       |
| 9. | Orluis Aular        | Caja Rural-Seguros RGA     | + 0"       |
| 10. | Jacopo Mosca        | Lidl-Trek                  | + 0"       |

| \| Samlede stilling \| Samlede stilling \| Samlede stilling \| Samlede stilling \| Samlede stilling \| \| Rytter \| Rytter \| Hold \| Tid \| \| \| ---------------- \| ---------------- \| -------------------------- \| ---------------- \| ---------------- \| \| 1. \| Tadej Pogačar \| UAE Team Emirates \| 17t 18' 31" \| \| \| 2. \| Mikel Landa \| Soudal Quick-Step \| + 2' 27" \| \| \| 3. \| Aleksandr Vlasov \| Bora-Hansgrohe \| + 2' 55" \| \| \| 4. \| Lenny Martinez \| Groupama-FDJ \| + 3' 21" \| \| \| 5. \| Chris Harper \| Team Jayco AlUla \| + 3' 22" \| \| \| 6. \| Enric Mas \| Movistar Team \| + 3' 27" \| \| \| 7. \| Wout Poels \| Bahrain Victorious \| + 3' 31" \| \| \| 8. \| Sepp Kuss \| Team Visma \\| Lease a Bike \| + 3' 32" \| \| \| 9. \| Egan Bernal \| Ineos Grenadiers \| + 3' 50" \| \| \| 10. \| João Almeida \| UAE Team Emirates \| + 3' 52" \| \| |                  |                            |             |
| |                  |                            |             |
| Kilde: ProCyclingStats |                  |                            |             |
| Samlede stilling |                  |                            |             |
| Rytter | Rytter           | Hold                       | Tid         |
| 1. | Tadej Pogačar    | UAE Team Emirates          | 17t 18' 31" |
| 2. | Mikel Landa      | Soudal Quick-Step          | + 2' 27"    |
| 3. | Aleksandr Vlasov | Bora-Hansgrohe             | + 2' 55"    |
| 4. | Lenny Martinez   | Groupama-FDJ               | + 3' 21"    |
| 5. | Chris Harper     | Team Jayco AlUla           | + 3' 22"    |
| 6. | Enric Mas        | Movistar Team              | + 3' 27"    |
| 7. | Wout Poels       | Bahrain Victorious         | + 3' 31"    |
| 8. | Sepp Kuss        | Team Visma \| Lease a Bike | + 3' 32"    |
| 9. | Egan Bernal      | Ineos Grenadiers           | + 3' 50"    |
| 10. | João Almeida     | UAE Team Emirates          | + 3' 52"    |

### 5. etape
| Altafulla - Viladecans | kuperet etape | (167,3 km) |

| \| Etaperesultat \| Etaperesultat \| Etaperesultat \| Etaperesultat \| Etaperesultat \| \| Rytter \| Rytter \| Hold \| Tid \| \| \| ------------- \| ------------------- \| -------------------------- \| ------------- \| ------------- \| \| 1. \| Axel Laurance \| Alpecin-Deceuninck \| 3t 36' 05" \| \| \| 2. \| Marijn van den Berg \| EF Education-EasyPost \| + 0" \| \| \| 3. \| Bryan Coquard \| Cofidis \| + 0" \| \| \| 4. \| Orluis Aular \| Caja Rural-Seguros RGA \| + 0" \| \| \| 5. \| Stephen Williams \| Israel-Premier Tech \| + 0" \| \| \| 6. \| Patrick Konrad \| Lidl-Trek \| + 0" \| \| \| 7. \| Dorian Godon \| Decathlon-AG2R La Mondiale \| + 0" \| \| \| 8. \| Pau Miquel \| Equipo Kern Pharma \| + 0" \| \| \| 9. \| Fernando Barceló \| Caja Rural-Seguros RGA \| + 0" \| \| \| 10. \| Frank van den Broek \| Team dsm-firmenich PostNL \| + 0" \| \| |                     |                            |            |
| |                     |                            |            |
| Kilde: ProCyclingStats |                     |                            |            |
| Etaperesultat |                     |                            |            |
| Rytter | Rytter              | Hold                       | Tid        |
| 1. | Axel Laurance       | Alpecin-Deceuninck         | 3t 36' 05" |
| 2. | Marijn van den Berg | EF Education-EasyPost      | + 0"       |
| 3. | Bryan Coquard       | Cofidis                    | + 0"       |
| 4. | Orluis Aular        | Caja Rural-Seguros RGA     | + 0"       |
| 5. | Stephen Williams    | Israel-Premier Tech        | + 0"       |
| 6. | Patrick Konrad      | Lidl-Trek                  | + 0"       |
| 7. | Dorian Godon        | Decathlon-AG2R La Mondiale | + 0"       |
| 8. | Pau Miquel          | Equipo Kern Pharma         | + 0"       |
| 9. | Fernando Barceló    | Caja Rural-Seguros RGA     | + 0"       |
| 10. | Frank van den Broek | Team dsm-firmenich PostNL  | + 0"       |

| \| Samlede stilling \| Samlede stilling \| Samlede stilling \| Samlede stilling \| Samlede stilling \| \| Rytter \| Rytter \| Hold \| Tid \| \| \| ---------------- \| ---------------- \| -------------------------- \| ---------------- \| ---------------- \| \| 1. \| Tadej Pogačar \| UAE Team Emirates \| 20t 54' 36" \| \| \| 2. \| Mikel Landa \| Soudal Quick-Step \| + 2' 27" \| \| \| 3. \| Aleksandr Vlasov \| Bora-Hansgrohe \| + 2' 55" \| \| \| 4. \| Lenny Martinez \| Groupama-FDJ \| + 3' 21" \| \| \| 5. \| Chris Harper \| Team Jayco AlUla \| + 3' 22" \| \| \| 6. \| Enric Mas \| Movistar Team \| + 3' 24" \| \| \| 7. \| Sepp Kuss \| Team Visma \\| Lease a Bike \| + 3' 31" \| \| \| 8. \| Wout Poels \| Bahrain Victorious \| + 3' 31" \| \| \| 9. \| Egan Bernal \| Ineos Grenadiers \| + 3' 50" \| \| \| 10. \| João Almeida \| UAE Team Emirates \| + 3' 52" \| \| |                  |                            |             |
| |                  |                            |             |
| Kilde: ProCyclingStats |                  |                            |             |
| Samlede stilling |                  |                            |             |
| Rytter | Rytter           | Hold                       | Tid         |
| 1. | Tadej Pogačar    | UAE Team Emirates          | 20t 54' 36" |
| 2. | Mikel Landa      | Soudal Quick-Step          | + 2' 27"    |
| 3. | Aleksandr Vlasov | Bora-Hansgrohe             | + 2' 55"    |
| 4. | Lenny Martinez   | Groupama-FDJ               | + 3' 21"    |
| 5. | Chris Harper     | Team Jayco AlUla           | + 3' 22"    |
| 6. | Enric Mas        | Movistar Team              | + 3' 24"    |
| 7. | Sepp Kuss        | Team Visma \| Lease a Bike | + 3' 31"    |
| 8. | Wout Poels       | Bahrain Victorious         | + 3' 31"    |
| 9. | Egan Bernal      | Ineos Grenadiers           | + 3' 50"    |
| 10. | João Almeida     | UAE Team Emirates          | + 3' 52"    |

### 6. etape
| Berga - Santuari de la Mare de Déu de Queralt | bjergetape | (154,7 km) |

| \| Etaperesultat \| Etaperesultat \| Etaperesultat \| Etaperesultat \| Etaperesultat \| \| Rytter \| Rytter \| Hold \| Tid \| \| \| ------------- \| ----------------- \| --------------------- \| ------------- \| ------------- \| \| 1. \| Tadej Pogačar \| UAE Team Emirates \| 4t 11' 53" \| \| \| 2. \| Egan Bernal \| Ineos Grenadiers \| + 57" \| \| \| 3. \| Mikel Landa \| Soudal Quick-Step \| + 57" \| \| \| 4. \| Enric Mas \| Movistar Team \| + 2' 14" \| \| \| 5. \| Chris Harper \| Team Jayco AlUla \| + 2' 16" \| \| \| 6. \| Antonio Tiberi \| Bahrain Victorious \| + 2' 16" \| \| \| 7. \| João Almeida \| UAE Team Emirates \| + 2' 18" \| \| \| 8. \| Lenny Martinez \| Groupama-FDJ \| + 2' 18" \| \| \| 9. \| Lorenzo Fortunato \| Astana Qazaqstan Team \| + 2' 34" \| \| \| 10. \| Aleksandr Vlasov \| Bora-Hansgrohe \| + 2' 38" \| \| |                   |                       |            |
| |                   |                       |            |
| Kilde: ProCyclingStats |                   |                       |            |
| Etaperesultat |                   |                       |            |
| Rytter | Rytter            | Hold                  | Tid        |
| 1. | Tadej Pogačar     | UAE Team Emirates     | 4t 11' 53" |
| 2. | Egan Bernal       | Ineos Grenadiers      | + 57"      |
| 3. | Mikel Landa       | Soudal Quick-Step     | + 57"      |
| 4. | Enric Mas         | Movistar Team         | + 2' 14"   |
| 5. | Chris Harper      | Team Jayco AlUla      | + 2' 16"   |
| 6. | Antonio Tiberi    | Bahrain Victorious    | + 2' 16"   |
| 7. | João Almeida      | UAE Team Emirates     | + 2' 18"   |
| 8. | Lenny Martinez    | Groupama-FDJ          | + 2' 18"   |
| 9. | Lorenzo Fortunato | Astana Qazaqstan Team | + 2' 34"   |
| 10. | Aleksandr Vlasov  | Bora-Hansgrohe        | + 2' 38"   |

| \| Samlede stilling \| Samlede stilling \| Samlede stilling \| Samlede stilling \| Samlede stilling \| \| Rytter \| Rytter \| Hold \| Tid \| \| \| ---------------- \| ----------------- \| --------------------- \| ---------------- \| ---------------- \| \| 1. \| Tadej Pogačar \| UAE Team Emirates \| 25t 06' 16" \| \| \| 2. \| Mikel Landa \| Soudal Quick-Step \| + 3' 31" \| \| \| 3. \| Egan Bernal \| Ineos Grenadiers \| + 3' 59" \| \| \| 4. \| Aleksandr Vlasov \| Bora-Hansgrohe \| + 5' 46" \| \| \| 5. \| Enric Mas \| Movistar Team \| + 5' 51" \| \| \| 6. \| Chris Harper \| Team Jayco AlUla \| + 5' 51" \| \| \| 7. \| Lenny Martinez \| Groupama-FDJ \| + 5' 52" \| \| \| 8. \| Antonio Tiberi \| Bahrain Victorious \| + 6' 23" \| \| \| 9. \| João Almeida \| UAE Team Emirates \| + 6' 23" \| \| \| 10. \| Lorenzo Fortunato \| Astana Qazaqstan Team \| + 7' 17" \| \| |                   |                       |             |
| |                   |                       |             |
| Kilde: ProCyclingStats |                   |                       |             |
| Samlede stilling |                   |                       |             |
| Rytter | Rytter            | Hold                  | Tid         |
| 1. | Tadej Pogačar     | UAE Team Emirates     | 25t 06' 16" |
| 2. | Mikel Landa       | Soudal Quick-Step     | + 3' 31"    |
| 3. | Egan Bernal       | Ineos Grenadiers      | + 3' 59"    |
| 4. | Aleksandr Vlasov  | Bora-Hansgrohe        | + 5' 46"    |
| 5. | Enric Mas         | Movistar Team         | + 5' 51"    |
| 6. | Chris Harper      | Team Jayco AlUla      | + 5' 51"    |
| 7. | Lenny Martinez    | Groupama-FDJ          | + 5' 52"    |
| 8. | Antonio Tiberi    | Bahrain Victorious    | + 6' 23"    |
| 9. | João Almeida      | UAE Team Emirates     | + 6' 23"    |
| 10. | Lorenzo Fortunato | Astana Qazaqstan Team | + 7' 17"    |

### 7. etape
| Barcelona - Barcelona | middel bjergetape | (145,3 km) |

| \| Etaperesultat \| Etaperesultat \| Etaperesultat \| Etaperesultat \| Etaperesultat \| \| Rytter \| Rytter \| Hold \| Tid \| \| \| ------------- \| -------------------- \| -------------------------- \| ------------- \| ------------- \| \| 1. \| Tadej Pogačar \| UAE Team Emirates \| 3t 15' 23" \| \| \| 2. \| Dorian Godon \| Decathlon-AG2R La Mondiale \| + 0" \| \| \| 3. \| Guillaume Martin \| Cofidis \| + 0" \| \| \| 4. \| Stephen Williams \| Israel-Premier Tech \| + 0" \| \| \| 5. \| Patrick Konrad \| Lidl-Trek \| + 0" \| \| \| 6. \| Sergio Higuita \| Bora-Hansgrohe \| + 0" \| \| \| 7. \| David González López \| Caja Rural-Seguros RGA \| + 0" \| \| \| 8. \| Antonio Tiberi \| Bahrain Victorious \| + 0" \| \| \| 9. \| Aleksandr Vlasov \| Bora-Hansgrohe \| + 0" \| \| \| 10. \| Wout Poels \| Bahrain Victorious \| + 0" \| \| |                      |                            |            |
| |                      |                            |            |
| Kilde: ProCyclingStats |                      |                            |            |
| Etaperesultat |                      |                            |            |
| Rytter | Rytter               | Hold                       | Tid        |
| 1. | Tadej Pogačar        | UAE Team Emirates          | 3t 15' 23" |
| 2. | Dorian Godon         | Decathlon-AG2R La Mondiale | + 0"       |
| 3. | Guillaume Martin     | Cofidis                    | + 0"       |
| 4. | Stephen Williams     | Israel-Premier Tech        | + 0"       |
| 5. | Patrick Konrad       | Lidl-Trek                  | + 0"       |
| 6. | Sergio Higuita       | Bora-Hansgrohe             | + 0"       |
| 7. | David González López | Caja Rural-Seguros RGA     | + 0"       |
| 8. | Antonio Tiberi       | Bahrain Victorious         | + 0"       |
| 9. | Aleksandr Vlasov     | Bora-Hansgrohe             | + 0"       |
| 10. | Wout Poels           | Bahrain Victorious         | + 0"       |

## Trøjernes fordeling gennem løbet
| Etape    |                   | Vinder _            | Samlede stilling | Pointtrøje    | Bjergtrøje      | Ungdomstrøje   | Mest angrebsivrige | Holdkonkurrence     |
| -------- | ----------------- | ------------------- | ---------------- | ------------- | --------------- | -------------- | ------------------ | ------------------- |
| 1. etape | middel bjergetape | Nick Schultz        | Nick Schultz     | Nick Schultz  | Kenny Elissonde | Axel Laurance  | Mikel Bizkarra     | Israel-Premier Tech |
| 2. etape | bjergetape        | Tadej Pogačar       | Tadej Pogačar    | Tadej Pogačar | Tadej Pogačar   | Lenny Martinez | Álex Jaime         | UAE Team Emirates   |
| 3. etape | bjergetape        | Tadej Pogačar       | Tadej Pogačar    | Tadej Pogačar | Tadej Pogačar   | Lenny Martinez | Harold Tejada      | Movistar Team       |
| 4. etape | kuperet etape     | Marijn van den Berg | Tadej Pogačar    | Tadej Pogačar | Tadej Pogačar   | Lenny Martinez | Urko Berrade       | Movistar Team       |
| 5. etape | kuperet etape     | Axel Laurance       | Tadej Pogačar    | Tadej Pogačar | Tadej Pogačar   | Lenny Martinez | Óscar Rodríguez    | Movistar Team       |
| 6. etape | bjergetape        | Tadej Pogačar       | Tadej Pogačar    | Tadej Pogačar | Tadej Pogačar   | Lenny Martinez | Tadej Pogačar      | Bahrain Victorious  |
| 7. etape | middel bjergetape | Tadej Pogačar       | Tadej Pogačar    | Tadej Pogačar | Tadej Pogačar   | Lenny Martinez | Ander Okamika      | Bahrain Victorious  |
| Samlet   | Samlet            |                     | Tadej Pogačar    | Tadej Pogačar | Tadej Pogačar   | Lenny Martinez | ikke uddelt        | Bahrain Victorious  |

## Resultater

### Samlede stilling
| \| Samlede stilling \| Samlede stilling \| Samlede stilling \| Samlede stilling \| Samlede stilling \| \| Rytter \| Rytter \| Hold \| Tid \| \| \| ---------------- \| ----------------- \| --------------------- \| ---------------- \| ---------------- \| \| 1. \| Tadej Pogačar \| UAE Team Emirates \| 28t 21' 29" \| \| \| 2. \| Mikel Landa \| Soudal Quick-Step \| + 3' 41" \| \| \| 3. \| Egan Bernal \| Ineos Grenadiers \| + 5' 03" \| \| \| 4. \| Aleksandr Vlasov \| Bora-Hansgrohe \| + 5' 56" \| \| \| 5. \| Enric Mas \| Movistar Team \| + 6' 01" \| \| \| 6. \| Chris Harper \| Team Jayco AlUla \| + 6' 01" \| \| \| 7. \| Lenny Martinez \| Groupama-FDJ \| + 6' 02" \| \| \| 8. \| Antonio Tiberi \| Bahrain Victorious \| + 6' 33" \| \| \| 9. \| João Almeida \| UAE Team Emirates \| + 6' 33" \| \| \| 10. \| Lorenzo Fortunato \| Astana Qazaqstan Team \| + 7' 27" \| \| |                   |                       |             |
| |                   |                       |             |
| Kilde: ProCyclingStats |                   |                       |             |
| Samlede stilling |                   |                       |             |
| Rytter | Rytter            | Hold                  | Tid         |
| 1. | Tadej Pogačar     | UAE Team Emirates     | 28t 21' 29" |
| 2. | Mikel Landa       | Soudal Quick-Step     | + 3' 41"    |
| 3. | Egan Bernal       | Ineos Grenadiers      | + 5' 03"    |
| 4. | Aleksandr Vlasov  | Bora-Hansgrohe        | + 5' 56"    |
| 5. | Enric Mas         | Movistar Team         | + 6' 01"    |
| 6. | Chris Harper      | Team Jayco AlUla      | + 6' 01"    |
| 7. | Lenny Martinez    | Groupama-FDJ          | + 6' 02"    |
| 8. | Antonio Tiberi    | Bahrain Victorious    | + 6' 33"    |
| 9. | João Almeida      | UAE Team Emirates     | + 6' 33"    |
| 10. | Lorenzo Fortunato | Astana Qazaqstan Team | + 7' 27"    |

### Pointkonkurrencen
| Pointkonkurrence | Pointkonkurrence | Pointkonkurrence      | Pointkonkurrence | Pointkonkurrence |
| Rytter           | Rytter           | Hold                  | Point            |                  |
| ---------------- | ---------------- | --------------------- | ---------------- | ---------------- |
| 1.               | Tadej Pogačar    | UAE Team Emirates     | 51 point         |                  |
| 2.               | Mikel Landa      | Soudal Quick-Step     | 18 point         |                  |
| 3.               | Nick Schultz     | Israel-Premier Tech   | 10 point         |                  |
| 4.               | Axel Laurance    | Alpecin-Deceuninck    | 10 point         |                  |
| 5.               | Egan Bernal      | Ineos Grenadiers      | 10 point         |                  |
| 6.               | Idar Andersen    | Uno-X Mobility        | 9 point          |                  |
| 7.               | Jimmy Janssens   | Alpecin-Deceuninck    | 8 point          |                  |
| 8.               | Aleksandr Vlasov | Bora-Hansgrohe        | 7 point          |                  |
| 9.               | Antonio Tiberi   | Bahrain Victorious    | 7 point          |                  |
| 10.              | Hugh Carthy      | EF Education-EasyPost | 6 point          |                  |

### Bjergkonkurrencen
| Bjergkonkurrence | Bjergkonkurrence  | Bjergkonkurrence           | Bjergkonkurrence | Bjergkonkurrence |
| Rytter           | Rytter            | Hold                       | Point            |                  |
| ---------------- | ----------------- | -------------------------- | ---------------- | ---------------- |
| 1.               | Tadej Pogačar     | UAE Team Emirates          | 103 point        |                  |
| 2.               | Mikel Landa       | Soudal Quick-Step          | 70 point         |                  |
| 3.               | Harold Tejada     | Astana Qazaqstan Team      | 37 point         |                  |
| 4.               | Marc Soler        | UAE Team Emirates          | 35 point         |                  |
| 5.               | Egan Bernal       | Ineos Grenadiers           | 29 point         |                  |
| 6.               | Aleksandr Vlasov  | Bora-Hansgrohe             | 27 point         |                  |
| 7.               | João Almeida      | UAE Team Emirates          | 24 point         |                  |
| 8.               | Attila Valter     | Team Visma \| Lease a Bike | 21 point         |                  |
| 9.               | Steven Kruijswijk | Team Visma \| Lease a Bike | 20 point         |                  |
| 10.              | Antonio Tiberi    | Bahrain Victorious         | 19 point         |                  |

### Ungdomskonkurrencen
| Ungdomskonkurrence | Ungdomskonkurrence     | Ungdomskonkurrence         | Ungdomskonkurrence | Ungdomskonkurrence |
| Rytter             | Rytter                 | Hold                       | Tid                |                    |
| ------------------ | ---------------------- | -------------------------- | ------------------ | ------------------ |
| 1.                 | Lenny Martinez         | Groupama-FDJ               | 28t 27' 31"        |                    |
| 2.                 | Antonio Tiberi         | Bahrain Victorious         | + 31"              |                    |
| 3.                 | Johannes Kulset        | Uno-X Mobility             | + 9' 13"           |                    |
| 4.                 | Valentin Paret-Peintre | Decathlon-AG2R La Mondiale | + 15' 08"          |                    |
| 5.                 | Pablo Castrillo        | Equipo Kern Pharma         | + 15' 43"          |                    |
| 6.                 | Darren Rafferty        | EF Education-EasyPost      | + 17' 38"          |                    |
| 7.                 | William Junior Lecerf  | Soudal Quick-Step          | + 18' 31"          |                    |
| 8.                 | Georg Steinhauser      | EF Education-EasyPost      | + 37' 37"          |                    |
| 9.                 | Edoardo Zambanini      | Bahrain Victorious         | + 43' 11"          |                    |
| 10.                | Jorge Gutiérrez        | Equipo Kern Pharma         | + 49' 17"          |                    |

### Holdkonkurrencen
| Holdkonkurrence | Holdkonkurrence            | Holdkonkurrence | Holdkonkurrence |
| Hold            | Hold                       | Tid             |                 |
| --------------- | -------------------------- | --------------- | --------------- |
| 1.              | Bahrain Victorious         | 85t 32' 47"     |                 |
| 2.              | Movistar Team              | + 2' 08"        |                 |
| 3.              | Ineos Grenadiers           | + 2' 09"        |                 |
| 4.              | Soudal Quick-Step          | + 7' 25"        |                 |
| 5.              | UAE Team Emirates          | + 16' 36"       |                 |
| 6.              | EF Education-EasyPost      | + 16' 42"       |                 |
| 7.              | Team Visma \| Lease a Bike | + 17' 08"       |                 |
| 8.              | Decathlon-AG2R La Mondiale | + 20' 25"       |                 |
| 9.              | Bora-Hansgrohe             | + 28' 19"       |                 |
| 10.             | Israel-Premier Tech        | + 36' 56"       |                 |

## Hold og ryttere
| UCI WorldTeams (18)- Alpecin-Deceuninck - Arkéa-B&B Hotels - Astana Qazaqstan Team - Bahrain Victorious - Bora-Hansgrohe - Cofidis - Decathlon-AG2R La Mondiale - EF Education-EasyPost - Groupama-FDJ - Ineos Grenadiers - Intermarché-Wanty - Lidl-Trek - Movistar Team - Soudal Quick-Step - Team dsm-firmenich PostNL - Team Jayco AlUla - Team Visma \| Lease a Bike - UAE Team Emirates UCI ProTeams (7)- Burgos-BH - Caja Rural-Seguros RGA - Equipo Kern Pharma - Euskaltel-Euskadi - Israel-Premier Tech - Lotto Dstny - Uno-X Mobility |
| |

### Danske ryttere
| Danske ryttere på startlisten |                         |                  |           |
| Rygnummer                     | Rytter                  | Hold             | Placering |
| 85                            | Frederik Wandahl        | Bora-Hansgrohe   | 91        |
| 117                           | Christopher Juul-Jensen | Team Jayco AlUla | 87        |
| 182                           | Andreas Kron            | Lotto Dstny      | 67        |
| 185                           | Jonas Gregaard          | Lotto Dstny      | 112       |

* DNF = gennemførte ikke

### Startliste
| UAE Team Emirates UAD | UAE Team Emirates UAD          | UAE Team Emirates UAD |
| --------------------- | ------------------------------ | --------------------- |
| Nr.                   | Rytter                         | Placering             |
| 1                     | Tadej Pogačar (SLO) (landevej) | 1.                    |
| 2                     | João Almeida (POR)             | 9.                    |
| 3                     | Pavel Sivakov (FRA)            | 85.                   |
| 4                     | Felix Großschartner (AUT)      | 130.                  |
| 5                     | Jay Vine (AUS)                 | DNS-2                 |
| 6                     | Domen Novak (SLO)              | DNF-7                 |
| 7                     | Marc Soler (ESP)               | 46.                   |

| Team Visma \| Lease a Bike TVL | Team Visma \| Lease a Bike TVL | Team Visma \| Lease a Bike TVL |
| ------------------------------ | ------------------------------ | ------------------------------ |
| Nr.                            | Rytter                         | Placering                      |
| 11                             | Sepp Kuss (USA)                | 13.                            |
| 12                             | Cian Uijtdebroeks (BEL)        | DNF-7                          |
| 13                             | Attila Valter (HUN) (landevej) | 36.                            |
| 14                             | Bart Lemmen (NED)              | DNF-1                          |
| 15                             | Loe van Belle (NED)            | DNS-3                          |
| 16                             | Robert Gesink (NED)            | 65.                            |
| 17                             | Steven Kruijswijk (NED)        | 35.                            |

| Soudal Quick-Step SOQ | Soudal Quick-Step SOQ       | Soudal Quick-Step SOQ |
| --------------------- | --------------------------- | --------------------- |
| Nr.                   | Rytter                      | Placering             |
| 21                    | Mikel Landa (ESP)           | 2.                    |
| 22                    | Ilan Van Wilder (BEL)       | DNF-6                 |
| 23                    | William Junior Lecerf (BEL) | 32.                   |
| 24                    | James Knox (GBR)            | 59.                   |
| 25                    | Antoine Huby (FRA)          | 113.                  |
| 26                    | Jan Hirt (CZE)              | 20.                   |
| 27                    | Mauri Vansevenant (BEL)     | 54.                   |

| Ineos Grenadiers IGD | Ineos Grenadiers IGD   | Ineos Grenadiers IGD |
| -------------------- | ---------------------- | -------------------- |
| Nr.                  | Rytter                 | Placering            |
| 31                   | Geraint Thomas (GBR)   | 27.                  |
| 32                   | Ethan Hayter (GBR)     | 119.                 |
| 33                   | Egan Bernal (COL)      | 3.                   |
| 34                   | Laurens De Plus (BEL)  | 16.                  |
| 35                   | Brandon Rivera (COL)   | 47.                  |
| 36                   | Óscar Rodríguez (ESP)  | 61.                  |
| 37                   | Salvatore Puccio (ITA) | 129.                 |

| Lidl-Trek LTK | Lidl-Trek LTK                 | Lidl-Trek LTK |
| ------------- | ----------------------------- | ------------- |
| Nr.           | Rytter                        | Placering     |
| 41            | Patrick Konrad (AUT)          | 40.           |
| 42            | Bauke Mollema (NED)           | 75.           |
| 43            | Amanuel Ghebreigzabhier (ERI) | 68.           |
| 44            | Carlos Verona (ESP)           | 17.           |
| 45            | Juan Pedro López (ESP)        | 37.           |
| 46            | Sam Oomen (NED)               | 41.           |
| 47            | Jacopo Mosca (ITA)            | 110.          |

| Bahrain Victorious TBV | Bahrain Victorious TBV  | Bahrain Victorious TBV |
| ---------------------- | ----------------------- | ---------------------- |
| Nr.                    | Rytter                  | Placering              |
| 51                     | Damiano Caruso (ITA)    | 19.                    |
| 52                     | Wout Poels (NED)        | 11.                    |
| 53                     | Jack Haig (AUS)         | 48.                    |
| 54                     | Torstein Træen (NOR)    | 82.                    |
| 55                     | Antonio Tiberi (ITA)    | 8.                     |
| 56                     | Edoardo Zambanini (ITA) | 58.                    |
| 57                     | Nicolò Buratti (ITA)    | 126.                   |

| Groupama-FDJ GFC | Groupama-FDJ GFC       | Groupama-FDJ GFC |
| ---------------- | ---------------------- | ---------------- |
| Nr.              | Rytter                 | Placering        |
| 61               | Lenny Martinez (FRA)   | 7.               |
| 62               | Rémy Rochas (FRA)      | 77.              |
| 63               | Reuben Thompson (NZL)  | 97.              |
| 64               | Enzo Paleni (FRA)      | DNF-7            |
| 65               | Cyril Barthe (FRA)     | 123.             |
| 66               | Eddy Le Huitouze (FRA) | DNF-6            |
| 67               | Clément Davy (FRA)     | 122.             |

| Alpecin-Deceuninck ADC | Alpecin-Deceuninck ADC  | Alpecin-Deceuninck ADC |
| ---------------------- | ----------------------- | ---------------------- |
| Nr.                    | Rytter                  | Placering              |
| 71                     | Henri Uhlig (GER)       | 114.                   |
| 72                     | Axel Laurance (FRA)     | 79.                    |
| 73                     | Lars Boven (NED)        | DNF-2                  |
| 74                     | Edward Planckaert (BEL) | DNF-7                  |
| 75                     | Tobias Bayer (AUT)      | 111.                   |
| 76                     | Jimmy Janssens (BEL)    | 107.                   |
| 77                     | Sam Gaze (NZL)          | DNF-3                  |

| Bora-Hansgrohe BOH | Bora-Hansgrohe BOH     | Bora-Hansgrohe BOH |
| ------------------ | ---------------------- | ------------------ |
| Nr.                | Rytter                 | Placering          |
| 81                 | Aleksandr Vlasov (RUS) | 4.                 |
| 82                 | Sergio Higuita (COL)   | 33.                |
| 83                 | Ben Zwiehoff (GER)     | 90.                |
| 84                 | Florian Lipowitz (GER) | 45.                |
| 85                 | Frederik Wandahl (DEN) | 91.                |
| 86                 | Anton Palzer (GER)     | 53.                |
| 87                 | Cesare Benedetti (POL) | DNS-5              |

| EF Education-EasyPost EFE | EF Education-EasyPost EFE | EF Education-EasyPost EFE |
| ------------------------- | ------------------------- | ------------------------- |
| Nr.                       | Rytter                    | Placering                 |
| 91                        | Marijn van den Berg (NED) | DNS-6                     |
| 92                        | Hugh Carthy (GBR)         | 84.                       |
| 93                        | Esteban Chaves (COL)      | 22.                       |
| 94                        | Georg Steinhauser (GER)   | 51.                       |
| 95                        | Darren Rafferty (IRL)     | 31.                       |
| 96                        | Sean Quinn (USA)          | 24.                       |
| 97                        | Andrey Amador (CRC)       | DNS-6                     |

| Movistar Team MOV | Movistar Team MOV         | Movistar Team MOV |
| ----------------- | ------------------------- | ----------------- |
| Nr.               | Rytter                    | Placering         |
| 101               | Enric Mas (ESP)           | 5.                |
| 102               | Einer Rubio (COL)         | 14.               |
| 103               | Iván García Cortina (ESP) | DNF-7             |
| 104               | Iván Sosa (COL)           | 56.               |
| 105               | Javier Romo (ESP)         | DNF-6             |
| 106               | Jorge Arcas (ESP)         | 102.              |
| 107               | Nairo Quintana (COL)      | DNF-7             |

| Team Jayco AlUla JAY | Team Jayco AlUla JAY          | Team Jayco AlUla JAY |
| -------------------- | ----------------------------- | -------------------- |
| Nr.                  | Rytter                        | Placering            |
| 111                  | Simon Yates (GBR)             | 57.                  |
| 112                  | Felix Engelhardt (GER)        | DNF-6                |
| 113                  | Chris Harper (AUS)            | 6.                   |
| 114                  | Jesús David Peña (COL)        | 101.                 |
| 115                  | Lawson Craddock (USA)         | DNF-5                |
| 116                  | Jan Maas (NED)                | DNF-7                |
| 117                  | Christopher Juul-Jensen (DEN) | 87.                  |

| Intermarché-Wanty IWA | Intermarché-Wanty IWA   | Intermarché-Wanty IWA |
| --------------------- | ----------------------- | --------------------- |
| Nr.                   | Rytter                  | Placering             |
| 121                   | Arne Marit (BEL)        | 135.                  |
| 122                   | Francesco Busatto (ITA) | 94.                   |
| 123                   | Louis Meintjes (RSA)    | 44.                   |
| 124                   | Lilian Calmejane (FRA)  | 81.                   |
| 125                   | Simone Petilli (ITA)    | DNF-7                 |
| 126                   | Rein Taaramäe (EST)     | DNF-7                 |
| 127                   | Kevin Colleoni (ITA)    | DNF-6                 |

| Cofidis COF | Cofidis COF            | Cofidis COF |
| ----------- | ---------------------- | ----------- |
| Nr.         | Rytter                 | Placering   |
| 131         | Guillaume Martin (FRA) | 26.         |
| 132         | Bryan Coquard (FRA)    | DNF-7       |
| 133         | Jesús Herrada (ESP)    | 104.        |
| 134         | Ben Hermans (BEL)      | DNF-7       |
| 135         | Kenny Elissonde (FRA)  | DNF-7       |
| 136         | Jonathan Lastra (ESP)  | 86.         |
| 137         | Harrison Wood (GBR)    | 127.        |

| Team dsm-firmenich PostNL DFP | Team dsm-firmenich PostNL DFP  | Team dsm-firmenich PostNL DFP |
| ----------------------------- | ------------------------------ | ----------------------------- |
| Nr.                           | Rytter                         | Placering                     |
| 141                           | Pavel Bittner (CZE)            | DNS-3                         |
| 142                           | Emīls Liepiņš (LAT) (landevej) | 133.                          |
| 143                           | Frank van den Broek (NED)      | DNF-7                         |
| 144                           | Romain Combaud (FRA)           | 92.                           |
| 145                           | Patrick Bevin (NZL)            | DNF-1                         |
| 146                           | Tim Naberman (NED)             | 134.                          |
| 147                           | Martijn Tusveld (NED)          | DNS-6                         |

| Decathlon-AG2R La Mondiale DAT | Decathlon-AG2R La Mondiale DAT | Decathlon-AG2R La Mondiale DAT |
| ------------------------------ | ------------------------------ | ------------------------------ |
| Nr.                            | Rytter                         | Placering                      |
| 151                            | Dorian Godon (FRA)             | 78.                            |
| 152                            | Clément Berthet (FRA)          | 18.                            |
| 153                            | Nicolas Prodhomme (FRA)        | 28.                            |
| 154                            | Valentin Paret-Peintre (FRA)   | 29.                            |
| 155                            | Alex Baudin (FRA)              | 93.                            |
| 156                            | Larry Warbasse (USA)           | 55.                            |
| 157                            | Jaakko Hänninen (FIN)          | 100.                           |

| Arkéa-B&B Hotels ARK | Arkéa-B&B Hotels ARK     | Arkéa-B&B Hotels ARK |
| -------------------- | ------------------------ | -------------------- |
| Nr.                  | Rytter                   | Placering            |
| 161                  | Cristián Rodríguez (ESP) | 12.                  |
| 162                  | Louis Barré (FRA)        | 109.                 |
| 163                  | Raúl García Pierna (ESP) | DNS-4                |
| 164                  | Laurens Huys (BEL)       | DNF-1                |
| 165                  | Michel Ries (LUX)        | 60.                  |
| 166                  | Alessandro Verre (ITA)   | 108.                 |
| 167                  | Kévin Ledanois (FRA)     | DNF-6                |

| Astana Qazaqstan Team AST | Astana Qazaqstan Team AST        | Astana Qazaqstan Team AST |
| ------------------------- | -------------------------------- | ------------------------- |
| Nr.                       | Rytter                           | Placering                 |
| 171                       | Lorenzo Fortunato (ITA)          | 10.                       |
| 172                       | Harold Tejada (COL)              | 70.                       |
| 173                       | Henok Mulubrhan (ERI) (landevej) | 72.                       |
| 174                       | Ide Schelling (NED)              | DNF-6                     |
| 175                       | Vadim Pronskij (KAZ)             | 95.                       |
| 176                       | Harold Martín López (ECU)        | 105.                      |
| 177                       | Santiago Umba (COL)              | 103.                      |

| Lotto Dstny LTD | Lotto Dstny LTD         | Lotto Dstny LTD |
| --------------- | ----------------------- | --------------- |
| Nr.             | Rytter                  | Placering       |
| 181             | Maxim Van Gils (BEL)    | DNF-3           |
| 182             | Andreas Kron (DEN)      | 67.             |
| 183             | Eduardo Sepúlveda (ARG) | 63.             |
| 184             | Johannes Adamietz (GER) | 96.             |
| 185             | Jonas Gregaard (DEN)    | 112.            |
| 186             | Jarrad Drizners (AUS)   | 131.            |
| 187             | Thomas De Gendt (BEL)   | 115.            |

| Israel-Premier Tech IPT | Israel-Premier Tech IPT  | Israel-Premier Tech IPT |
| ----------------------- | ------------------------ | ----------------------- |
| Nr.                     | Rytter                   | Placering               |
| 191                     | Michael Woods (CAN)      | 62.                     |
| 192                     | Stephen Williams (GBR)   | 52.                     |
| 193                     | Dylan Teuns (BEL)        | DNS-5                   |
| 194                     | Nick Schultz (AUS)       | 43.                     |
| 195                     | George Bennett (NZL)     | 15.                     |
| 196                     | Marco Frigo (ITA)        | 106.                    |
| 197                     | Matthew Riccitello (USA) | DNF-6                   |

| Uno-X Mobility UXM | Uno-X Mobility UXM               | Uno-X Mobility UXM |
| ------------------ | -------------------------------- | ------------------ |
| Nr.                | Rytter                           | Placering          |
| 201                | Tobias Halland Johannessen (NOR) | 89.                |
| 202                | Andreas Leknessund (NOR)         | 25.                |
| 203                | Johannes Kulset (NOR)            | 21.                |
| 204                | Ådne Holter (NOR)                | 118.               |
| 205                | Anders Halland Johannessen (NOR) | 128.               |
| 206                | Martin Bugge Urianstad (NOR)     | 80.                |
| 207                | Idar Andersen (NOR)              | 121.               |

| Caja Rural-Seguros RGA CJR | Caja Rural-Seguros RGA CJR    | Caja Rural-Seguros RGA CJR |
| -------------------------- | ----------------------------- | -------------------------- |
| Nr.                        | Rytter                        | Placering                  |
| 211                        | Orluis Aular (VEN) (landevej) | 73.                        |
| 212                        | Sebastian Berwick (AUS)       | 74.                        |
| 213                        | David González López (ESP)    | 76.                        |
| 214                        | Fernando Barceló (ESP)        | 71.                        |
| 215                        | Jokin Murguialday (ESP)       | 120.                       |
| 216                        | Samuel Fernández (ESP)        | 116.                       |
| 217                        | Joel Nicolau (ESP)            | 49.                        |

| Equipo Kern Pharma EKP | Equipo Kern Pharma EKP | Equipo Kern Pharma EKP |
| ---------------------- | ---------------------- | ---------------------- |
| Nr.                    | Rytter                 | Placering              |
| 221                    | Pablo Castrillo (ESP)  | 30.                    |
| 222                    | Urko Berrade (ESP)     | 99.                    |
| 223                    | José Félix Parra (ESP) | 50.                    |
| 224                    | Jon Agirre (ESP)       | 38.                    |
| 225                    | Jorge Gutiérrez (ESP)  | 66.                    |
| 226                    | Álex Jaime (ESP)       | 136.                   |
| 227                    | Pau Miquel (ESP)       | 83.                    |

| Burgos-BH BBH | Burgos-BH BBH                          | Burgos-BH BBH |
| ------------- | -------------------------------------- | ------------- |
| Nr.           | Rytter                                 | Placering     |
| 231           | Jambaljamts Sainbayar (MGL) (landevej) | 132.          |
| 232           | Eric Fagúndez (URU)                    | 23.           |
| 233           | José Manuel Díaz (ESP)                 | DNS-4         |
| 234           | Mario Aparicio (ESP)                   | 117.          |
| 235           | Ander Okamika (ESP)                    | 98.           |
| 236           | Victor Langellotti (MON)               | 39.           |
| 237           | Sinuhé Fernández (ESP)                 | 88.           |

| Euskaltel-Euskadi EUS | Euskaltel-Euskadi EUS    | Euskaltel-Euskadi EUS |
| --------------------- | ------------------------ | --------------------- |
| Nr.                   | Rytter                   | Placering             |
| 241                   | Joan Bou (ESP)           | 42.                   |
| 242                   | Mikel Bizkarra (ESP)     | DNF-5                 |
| 243                   | Luis Ángel Maté (ESP)    | 34.                   |
| 244                   | Mikel Iturria (ESP)      | 69.                   |
| 245                   | Víctor de la Parte (ESP) | 64.                   |
| 246                   | Xabier Isasa (ESP)       | 125.                  |
| 247                   | Asier Etxeberria (ESP)   | 124.                  |

| UAE Team Emirates UAD | UAE Team Emirates UAD          | UAE Team Emirates UAD |
| --------------------- | ------------------------------ | --------------------- |
| Nr.                   | Rytter                         | Placering             |
| 1                     | Tadej Pogačar (SLO) (landevej) | 1.                    |
| 2                     | João Almeida (POR)             | 9.                    |
| 3                     | Pavel Sivakov (FRA)            | 85.                   |
| 4                     | Felix Großschartner (AUT)      | 130.                  |
| 5                     | Jay Vine (AUS)                 | DNS-2                 |
| 6                     | Domen Novak (SLO)              | DNF-7                 |
| 7                     | Marc Soler (ESP)               | 46.                   |

| Team Visma \| Lease a Bike TVL | Team Visma \| Lease a Bike TVL | Team Visma \| Lease a Bike TVL |
| ------------------------------ | ------------------------------ | ------------------------------ |
| Nr.                            | Rytter                         | Placering                      |
| 11                             | Sepp Kuss (USA)                | 13.                            |
| 12                             | Cian Uijtdebroeks (BEL)        | DNF-7                          |
| 13                             | Attila Valter (HUN) (landevej) | 36.                            |
| 14                             | Bart Lemmen (NED)              | DNF-1                          |
| 15                             | Loe van Belle (NED)            | DNS-3                          |
| 16                             | Robert Gesink (NED)            | 65.                            |
| 17                             | Steven Kruijswijk (NED)        | 35.                            |

| Soudal Quick-Step SOQ | Soudal Quick-Step SOQ       | Soudal Quick-Step SOQ |
| --------------------- | --------------------------- | --------------------- |
| Nr.                   | Rytter                      | Placering             |
| 21                    | Mikel Landa (ESP)           | 2.                    |
| 22                    | Ilan Van Wilder (BEL)       | DNF-6                 |
| 23                    | William Junior Lecerf (BEL) | 32.                   |
| 24                    | James Knox (GBR)            | 59.                   |
| 25                    | Antoine Huby (FRA)          | 113.                  |
| 26                    | Jan Hirt (CZE)              | 20.                   |
| 27                    | Mauri Vansevenant (BEL)     | 54.                   |

| Ineos Grenadiers IGD | Ineos Grenadiers IGD   | Ineos Grenadiers IGD |
| -------------------- | ---------------------- | -------------------- |
| Nr.                  | Rytter                 | Placering            |
| 31                   | Geraint Thomas (GBR)   | 27.                  |
| 32                   | Ethan Hayter (GBR)     | 119.                 |
| 33                   | Egan Bernal (COL)      | 3.                   |
| 34                   | Laurens De Plus (BEL)  | 16.                  |
| 35                   | Brandon Rivera (COL)   | 47.                  |
| 36                   | Óscar Rodríguez (ESP)  | 61.                  |
| 37                   | Salvatore Puccio (ITA) | 129.                 |

| Lidl-Trek LTK | Lidl-Trek LTK                 | Lidl-Trek LTK |
| ------------- | ----------------------------- | ------------- |
| Nr.           | Rytter                        | Placering     |
| 41            | Patrick Konrad (AUT)          | 40.           |
| 42            | Bauke Mollema (NED)           | 75.           |
| 43            | Amanuel Ghebreigzabhier (ERI) | 68.           |
| 44            | Carlos Verona (ESP)           | 17.           |
| 45            | Juan Pedro López (ESP)        | 37.           |
| 46            | Sam Oomen (NED)               | 41.           |
| 47            | Jacopo Mosca (ITA)            | 110.          |

| Bahrain Victorious TBV | Bahrain Victorious TBV  | Bahrain Victorious TBV |
| ---------------------- | ----------------------- | ---------------------- |
| Nr.                    | Rytter                  | Placering              |
| 51                     | Damiano Caruso (ITA)    | 19.                    |
| 52                     | Wout Poels (NED)        | 11.                    |
| 53                     | Jack Haig (AUS)         | 48.                    |
| 54                     | Torstein Træen (NOR)    | 82.                    |
| 55                     | Antonio Tiberi (ITA)    | 8.                     |
| 56                     | Edoardo Zambanini (ITA) | 58.                    |
| 57                     | Nicolò Buratti (ITA)    | 126.                   |

| Groupama-FDJ GFC | Groupama-FDJ GFC       | Groupama-FDJ GFC |
| ---------------- | ---------------------- | ---------------- |
| Nr.              | Rytter                 | Placering        |
| 61               | Lenny Martinez (FRA)   | 7.               |
| 62               | Rémy Rochas (FRA)      | 77.              |
| 63               | Reuben Thompson (NZL)  | 97.              |
| 64               | Enzo Paleni (FRA)      | DNF-7            |
| 65               | Cyril Barthe (FRA)     | 123.             |
| 66               | Eddy Le Huitouze (FRA) | DNF-6            |
| 67               | Clément Davy (FRA)     | 122.             |

| Alpecin-Deceuninck ADC | Alpecin-Deceuninck ADC  | Alpecin-Deceuninck ADC |
| ---------------------- | ----------------------- | ---------------------- |
| Nr.                    | Rytter                  | Placering              |
| 71                     | Henri Uhlig (GER)       | 114.                   |
| 72                     | Axel Laurance (FRA)     | 79.                    |
| 73                     | Lars Boven (NED)        | DNF-2                  |
| 74                     | Edward Planckaert (BEL) | DNF-7                  |
| 75                     | Tobias Bayer (AUT)      | 111.                   |
| 76                     | Jimmy Janssens (BEL)    | 107.                   |
| 77                     | Sam Gaze (NZL)          | DNF-3                  |

| Bora-Hansgrohe BOH | Bora-Hansgrohe BOH     | Bora-Hansgrohe BOH |
| ------------------ | ---------------------- | ------------------ |
| Nr.                | Rytter                 | Placering          |
| 81                 | Aleksandr Vlasov (RUS) | 4.                 |
| 82                 | Sergio Higuita (COL)   | 33.                |
| 83                 | Ben Zwiehoff (GER)     | 90.                |
| 84                 | Florian Lipowitz (GER) | 45.                |
| 85                 | Frederik Wandahl (DEN) | 91.                |
| 86                 | Anton Palzer (GER)     | 53.                |
| 87                 | Cesare Benedetti (POL) | DNS-5              |

| EF Education-EasyPost EFE | EF Education-EasyPost EFE | EF Education-EasyPost EFE |
| ------------------------- | ------------------------- | ------------------------- |
| Nr.                       | Rytter                    | Placering                 |
| 91                        | Marijn van den Berg (NED) | DNS-6                     |
| 92                        | Hugh Carthy (GBR)         | 84.                       |
| 93                        | Esteban Chaves (COL)      | 22.                       |
| 94                        | Georg Steinhauser (GER)   | 51.                       |
| 95                        | Darren Rafferty (IRL)     | 31.                       |
| 96                        | Sean Quinn (USA)          | 24.                       |
| 97                        | Andrey Amador (CRC)       | DNS-6                     |

| Movistar Team MOV | Movistar Team MOV         | Movistar Team MOV |
| ----------------- | ------------------------- | ----------------- |
| Nr.               | Rytter                    | Placering         |
| 101               | Enric Mas (ESP)           | 5.                |
| 102               | Einer Rubio (COL)         | 14.               |
| 103               | Iván García Cortina (ESP) | DNF-7             |
| 104               | Iván Sosa (COL)           | 56.               |
| 105               | Javier Romo (ESP)         | DNF-6             |
| 106               | Jorge Arcas (ESP)         | 102.              |
| 107               | Nairo Quintana (COL)      | DNF-7             |

| Team Jayco AlUla JAY | Team Jayco AlUla JAY          | Team Jayco AlUla JAY |
| -------------------- | ----------------------------- | -------------------- |
| Nr.                  | Rytter                        | Placering            |
| 111                  | Simon Yates (GBR)             | 57.                  |
| 112                  | Felix Engelhardt (GER)        | DNF-6                |
| 113                  | Chris Harper (AUS)            | 6.                   |
| 114                  | Jesús David Peña (COL)        | 101.                 |
| 115                  | Lawson Craddock (USA)         | DNF-5                |
| 116                  | Jan Maas (NED)                | DNF-7                |
| 117                  | Christopher Juul-Jensen (DEN) | 87.                  |

| Intermarché-Wanty IWA | Intermarché-Wanty IWA   | Intermarché-Wanty IWA |
| --------------------- | ----------------------- | --------------------- |
| Nr.                   | Rytter                  | Placering             |
| 121                   | Arne Marit (BEL)        | 135.                  |
| 122                   | Francesco Busatto (ITA) | 94.                   |
| 123                   | Louis Meintjes (RSA)    | 44.                   |
| 124                   | Lilian Calmejane (FRA)  | 81.                   |
| 125                   | Simone Petilli (ITA)    | DNF-7                 |
| 126                   | Rein Taaramäe (EST)     | DNF-7                 |
| 127                   | Kevin Colleoni (ITA)    | DNF-6                 |

| Cofidis COF | Cofidis COF            | Cofidis COF |
| ----------- | ---------------------- | ----------- |
| Nr.         | Rytter                 | Placering   |
| 131         | Guillaume Martin (FRA) | 26.         |
| 132         | Bryan Coquard (FRA)    | DNF-7       |
| 133         | Jesús Herrada (ESP)    | 104.        |
| 134         | Ben Hermans (BEL)      | DNF-7       |
| 135         | Kenny Elissonde (FRA)  | DNF-7       |
| 136         | Jonathan Lastra (ESP)  | 86.         |
| 137         | Harrison Wood (GBR)    | 127.        |

| Team dsm-firmenich PostNL DFP | Team dsm-firmenich PostNL DFP  | Team dsm-firmenich PostNL DFP |
| ----------------------------- | ------------------------------ | ----------------------------- |
| Nr.                           | Rytter                         | Placering                     |
| 141                           | Pavel Bittner (CZE)            | DNS-3                         |
| 142                           | Emīls Liepiņš (LAT) (landevej) | 133.                          |
| 143                           | Frank van den Broek (NED)      | DNF-7                         |
| 144                           | Romain Combaud (FRA)           | 92.                           |
| 145                           | Patrick Bevin (NZL)            | DNF-1                         |
| 146                           | Tim Naberman (NED)             | 134.                          |
| 147                           | Martijn Tusveld (NED)          | DNS-6                         |

| Decathlon-AG2R La Mondiale DAT | Decathlon-AG2R La Mondiale DAT | Decathlon-AG2R La Mondiale DAT |
| ------------------------------ | ------------------------------ | ------------------------------ |
| Nr.                            | Rytter                         | Placering                      |
| 151                            | Dorian Godon (FRA)             | 78.                            |
| 152                            | Clément Berthet (FRA)          | 18.                            |
| 153                            | Nicolas Prodhomme (FRA)        | 28.                            |
| 154                            | Valentin Paret-Peintre (FRA)   | 29.                            |
| 155                            | Alex Baudin (FRA)              | 93.                            |
| 156                            | Larry Warbasse (USA)           | 55.                            |
| 157                            | Jaakko Hänninen (FIN)          | 100.                           |

| Arkéa-B&B Hotels ARK | Arkéa-B&B Hotels ARK     | Arkéa-B&B Hotels ARK |
| -------------------- | ------------------------ | -------------------- |
| Nr.                  | Rytter                   | Placering            |
| 161                  | Cristián Rodríguez (ESP) | 12.                  |
| 162                  | Louis Barré (FRA)        | 109.                 |
| 163                  | Raúl García Pierna (ESP) | DNS-4                |
| 164                  | Laurens Huys (BEL)       | DNF-1                |
| 165                  | Michel Ries (LUX)        | 60.                  |
| 166                  | Alessandro Verre (ITA)   | 108.                 |
| 167                  | Kévin Ledanois (FRA)     | DNF-6                |

| Astana Qazaqstan Team AST | Astana Qazaqstan Team AST        | Astana Qazaqstan Team AST |
| ------------------------- | -------------------------------- | ------------------------- |
| Nr.                       | Rytter                           | Placering                 |
| 171                       | Lorenzo Fortunato (ITA)          | 10.                       |
| 172                       | Harold Tejada (COL)              | 70.                       |
| 173                       | Henok Mulubrhan (ERI) (landevej) | 72.                       |
| 174                       | Ide Schelling (NED)              | DNF-6                     |
| 175                       | Vadim Pronskij (KAZ)             | 95.                       |
| 176                       | Harold Martín López (ECU)        | 105.                      |
| 177                       | Santiago Umba (COL)              | 103.                      |

| Lotto Dstny LTD | Lotto Dstny LTD         | Lotto Dstny LTD |
| --------------- | ----------------------- | --------------- |
| Nr.             | Rytter                  | Placering       |
| 181             | Maxim Van Gils (BEL)    | DNF-3           |
| 182             | Andreas Kron (DEN)      | 67.             |
| 183             | Eduardo Sepúlveda (ARG) | 63.             |
| 184             | Johannes Adamietz (GER) | 96.             |
| 185             | Jonas Gregaard (DEN)    | 112.            |
| 186             | Jarrad Drizners (AUS)   | 131.            |
| 187             | Thomas De Gendt (BEL)   | 115.            |

| Israel-Premier Tech IPT | Israel-Premier Tech IPT  | Israel-Premier Tech IPT |
| ----------------------- | ------------------------ | ----------------------- |
| Nr.                     | Rytter                   | Placering               |
| 191                     | Michael Woods (CAN)      | 62.                     |
| 192                     | Stephen Williams (GBR)   | 52.                     |
| 193                     | Dylan Teuns (BEL)        | DNS-5                   |
| 194                     | Nick Schultz (AUS)       | 43.                     |
| 195                     | George Bennett (NZL)     | 15.                     |
| 196                     | Marco Frigo (ITA)        | 106.                    |
| 197                     | Matthew Riccitello (USA) | DNF-6                   |

| Uno-X Mobility UXM | Uno-X Mobility UXM               | Uno-X Mobility UXM |
| ------------------ | -------------------------------- | ------------------ |
| Nr.                | Rytter                           | Placering          |
| 201                | Tobias Halland Johannessen (NOR) | 89.                |
| 202                | Andreas Leknessund (NOR)         | 25.                |
| 203                | Johannes Kulset (NOR)            | 21.                |
| 204                | Ådne Holter (NOR)                | 118.               |
| 205                | Anders Halland Johannessen (NOR) | 128.               |
| 206                | Martin Bugge Urianstad (NOR)     | 80.                |
| 207                | Idar Andersen (NOR)              | 121.               |

| Caja Rural-Seguros RGA CJR | Caja Rural-Seguros RGA CJR    | Caja Rural-Seguros RGA CJR |
| -------------------------- | ----------------------------- | -------------------------- |
| Nr.                        | Rytter                        | Placering                  |
| 211                        | Orluis Aular (VEN) (landevej) | 73.                        |
| 212                        | Sebastian Berwick (AUS)       | 74.                        |
| 213                        | David González López (ESP)    | 76.                        |
| 214                        | Fernando Barceló (ESP)        | 71.                        |
| 215                        | Jokin Murguialday (ESP)       | 120.                       |
| 216                        | Samuel Fernández (ESP)        | 116.                       |
| 217                        | Joel Nicolau (ESP)            | 49.                        |

| Equipo Kern Pharma EKP | Equipo Kern Pharma EKP | Equipo Kern Pharma EKP |
| ---------------------- | ---------------------- | ---------------------- |
| Nr.                    | Rytter                 | Placering              |
| 221                    | Pablo Castrillo (ESP)  | 30.                    |
| 222                    | Urko Berrade (ESP)     | 99.                    |
| 223                    | José Félix Parra (ESP) | 50.                    |
| 224                    | Jon Agirre (ESP)       | 38.                    |
| 225                    | Jorge Gutiérrez (ESP)  | 66.                    |
| 226                    | Álex Jaime (ESP)       | 136.                   |
| 227                    | Pau Miquel (ESP)       | 83.                    |

| Burgos-BH BBH | Burgos-BH BBH                          | Burgos-BH BBH |
| ------------- | -------------------------------------- | ------------- |
| Nr.           | Rytter                                 | Placering     |
| 231           | Jambaljamts Sainbayar (MGL) (landevej) | 132.          |
| 232           | Eric Fagúndez (URU)                    | 23.           |
| 233           | José Manuel Díaz (ESP)                 | DNS-4         |
| 234           | Mario Aparicio (ESP)                   | 117.          |
| 235           | Ander Okamika (ESP)                    | 98.           |
| 236           | Victor Langellotti (MON)               | 39.           |
| 237           | Sinuhé Fernández (ESP)                 | 88.           |

| Euskaltel-Euskadi EUS | Euskaltel-Euskadi EUS    | Euskaltel-Euskadi EUS |
| --------------------- | ------------------------ | --------------------- |
| Nr.                   | Rytter                   | Placering             |
| 241                   | Joan Bou (ESP)           | 42.                   |
| 242                   | Mikel Bizkarra (ESP)     | DNF-5                 |
| 243                   | Luis Ángel Maté (ESP)    | 34.                   |
| 244                   | Mikel Iturria (ESP)      | 69.                   |
| 245                   | Víctor de la Parte (ESP) | 64.                   |
| 246                   | Xabier Isasa (ESP)       | 125.                  |
| 247                   | Asier Etxeberria (ESP)   | 124.                  |